# Partia (wsad)
Partia oznacza określoną ilość środka dozwolonej substancji dodatkowej, substancji pomagającej w przetwarzaniu lub innego składnika żywności pochodzącego z tego samego źródła, przechowywanego i przewożonego w tych samych warunkach, o tej samej dacie przydatności do spożycia lub tej samej serii oraz materiałów lub wyrobów przeznaczonych do kontaktu z żywnością.